# Albert Hofman
Albert Hofman (n. 10 aprilie 2003, Câmpulung Moldovenesc, Suceava, România) este un fotbalist român, care joacă pe post de atacant la U Cluj în SuperLiga României. Pe plan internațional, are prezențe la națională pentru România Sub-19. Din vara lui 2025 s-a transferat la Chindia Târgoviște în liga II.